# 리차드 S. 카텔라노

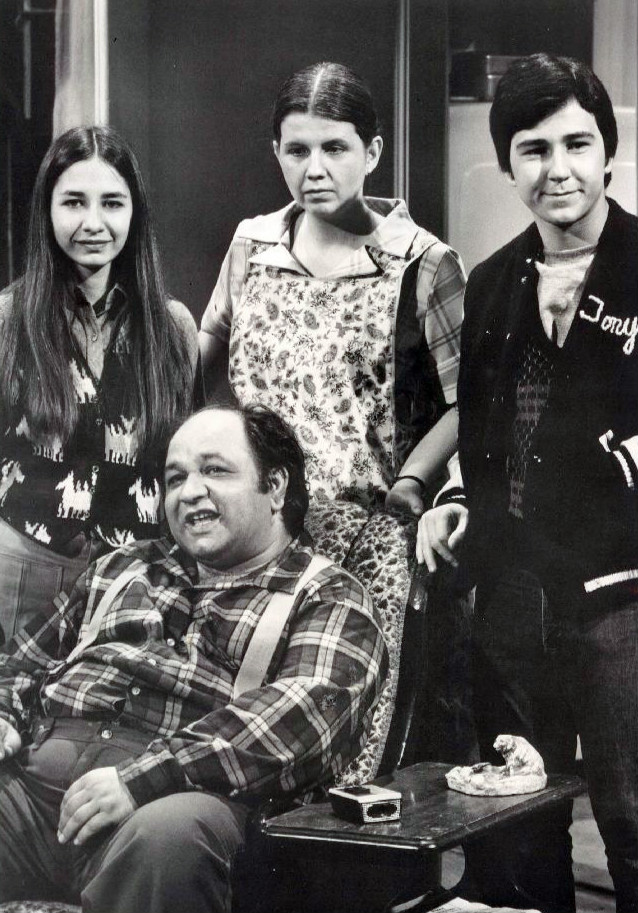

리처드 S. 캐스털라노(Richard S. Castellano, 1933년 9월 4일 ~ 1988년 12월 10일)는 미국의 배우이다.
브롱크스에서 태어났다.

## 출연 작품
- 애널라이즈 디스 (1999)
- 대부 일대기 (1992년)
- 대부 3 (1990년)
- 암흑가의 혈투 (1981년)
- 자글라 (1980년)
- 대부 (1972년) - 피트 클레멘자 역
- 러버스 앤 어더 스트레인저 (1970년)
- 데이빗 프로스트 쇼 (1969년)
- 맨해탄의 세 방 (1965년)